# 武生水町
武生水町（むしょうずちょう）は、長崎県壱岐郡にあった町。1955年（昭和30年）に初山村、柳田村、志原村、渡良村、沼津村と合併し、郷ノ浦町となった。
現在の壱岐市郷ノ浦町の中部にあたる。

## 地理
壱岐島の南西部に位置する。
- 山：岳ノ辻
- 河川：永田川、湯川、名切川、亀川
- 島嶼：机島、平島
- 港湾：郷ノ浦港

## 沿革
- 1889年（明治22年）4月1日 - 町村制施行により、石田郡武生水村が単独村制にて発足。
- 1896年（明治29年）4月1日 - 郡制施行により、壱岐郡と石田郡が合併し改めて壱岐郡が発足[1]。同日より武生水村は壱岐郡の管轄となる。
- 1925年（大正14年）3月10日 - 武生水村が町制施行。武生水町となる[2]
- 1955年（昭和30年）2月11日 - 初山村・柳田村・志原村・渡良村・沼津村と合併して郷ノ浦町が発足し、武生水町は自治体として消滅。

## 地名
触・浦を行政区域とする。武生水町は1889年の町村制施行時に単独で自治体として発足したため、大字は無し。（発足当初は武生水村）
- 片原触（かたばる）
- 郷ノ浦
- 庄触
- 永田触
- 東触
- 本村触

## 名所・旧跡
- 八坂神社（郷ノ浦）

## 武生水町出身の著名人
- 小金丸幾久（彫刻家）
- 三富朽葉（詩人）